# 진주시의 향토문화재
진주시의 향토문화재는 다음 각 호의 1에 해당하는 것을 말한다.
1. 「문화재보호법」및 「경상남도 문화재 보호조례」에 의거 지정된 문화재  <개정2007. 8. 9>
2. 향토의 역사·예술·풍속 및 학술적 가치가 있는 것과 이에 준하는 자료 또는 이의 연구에 필요한 자료
3. 향토문화재로서 보존가치가 있다고 판단되는 자료

## 참고 문헌
- 진주시 홈페이지 - 고시/공고